# Befehlstelle (getto warszawskie)

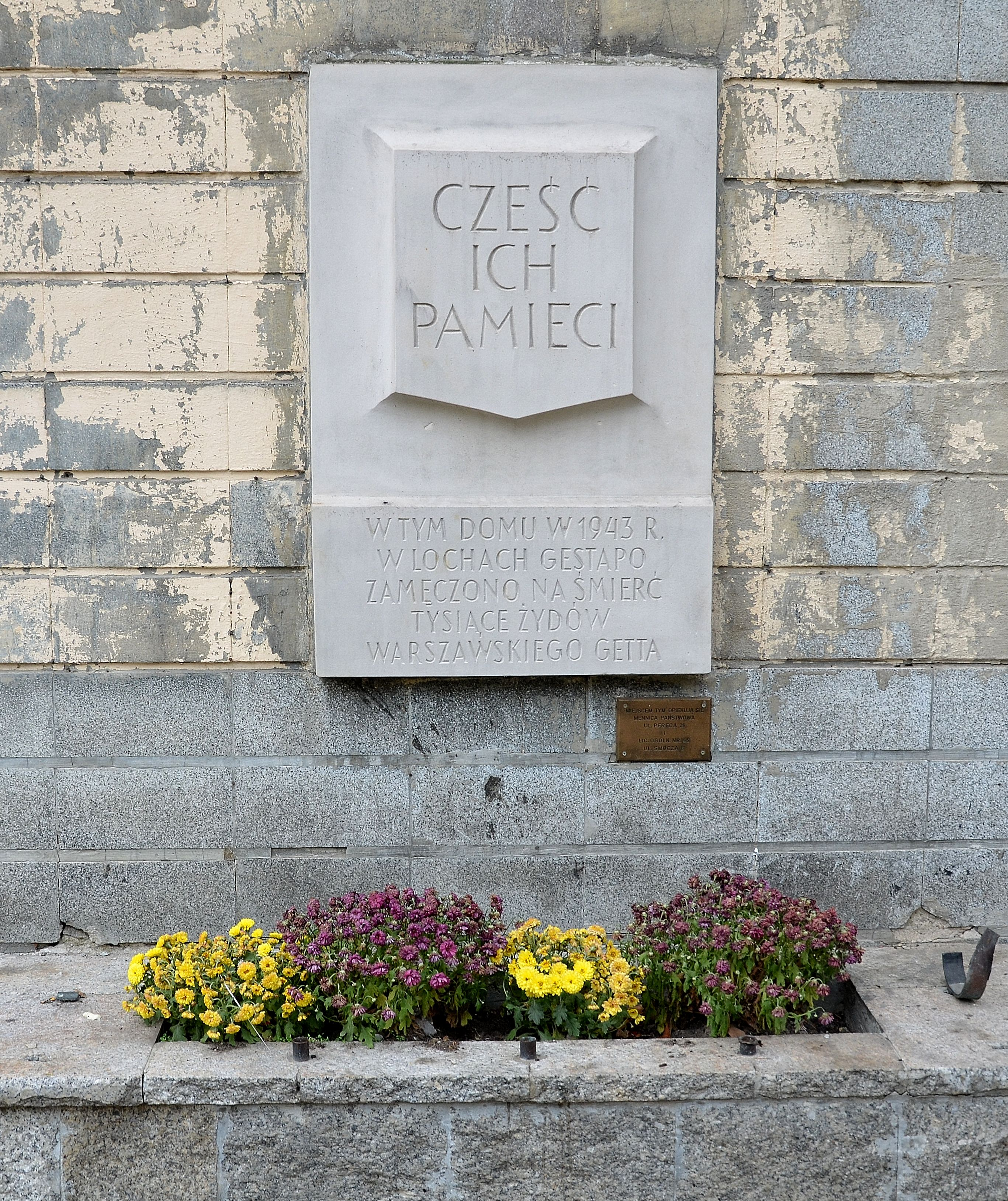
Tablica Tchorka na ścianie budynku przy ul. Żelaznej 103, upamiętniająca ofiary Befehlstelle

Befehlstelle (pol. „stanowisko dowodzenia”, „placówka rozkazodawcza”) – komenda SS oraz prowizoryczny areszt funkcjonujące w getcie warszawskim w latach 1942–1943, mieszczące się w kamienicy przy ul. Żelaznej 103.
22 lipca 1942 roku, w dniu rozpoczęcia wielkiej akcji deportacyjnej, w kamienicy przy ul. Żelaznej 103 ulokowano siedzibę przybyłego z Lublina niemieckiego „sztabu wysiedleńczego”. Z tego miejsca przez następnych siedem tygodni SS-Hauptsturmführer Hermann Höfle i jego podwładni kierowali wywózkami warszawskich Żydów do obozu zagłady w Treblince.
W ostatnich dniach „Wielkiej Akcji” do budynku wprowadziło się Sonderkommando der Sicherheitspolizei-Umsiedlung złożone z warszawskich gestapowców. W kolejnych miesiącach Befehlstelle stanowiło główny ośrodek władzy w warszawskim „getcie szczątkowym”. Pełniło jednocześnie funkcję prowizorycznego aresztu i miejsca kaźni. Uległo likwidacji w lipcu 1943 roku, niedługo po stłumieniu powstania w getcie warszawskim.

## Okres „Wielkiej Akcji”
Pod koniec lat 30. XX wieku przy końcowym odcinku ul. Żelaznej (na północ od ul. Żytniej), na działce należącej do fabrykanckiej rodziny Serkowskich, zbudowano trzy kamienice o numerach 99, 101 i 103. Liczyły one cztery piętra i były zbudowane w stylu modernistycznym. W czasie oblężenia Warszawy we wrześniu 1939 roku kamienica nr 99 została trafiona bombą lotniczą, pozostałe przetrwały bez większego szwanku. W grudniu 1941 roku ten fragment ul. Żelaznej został włączony do getta warszawskiego. Kamienice przy ul. Żelaznej uchodziły za jedne z najładniejszych i najnowocześniejszych budynków w dzielnicy zamkniętej.
22 lipca 1942 roku w getcie warszawskim rozpoczęła się wielka akcja deportacyjna. Tego dnia kamienicę przy ul. Żelaznej 103 zajęli esesmani ze sztabu akcji „Reinhardt”, dowodzeni przez SS-Hauptsturmführera Hermanna Höflego. Przybyli oni tydzień wcześniej z Lublina, aby pokierować „wysiedleniem” warszawskich Żydów. Mieszkańcom dano 15 minut na opuszczenie budynku. Przewodniczący warszawskiego Judenratu Adam Czerniaków zanotował tego dnia w swym dzienniku:

Polecono opróżnić dom Żelazna 103 na potrzeby funkcjonariuszy niemieckich, którzy przeprowadzają wysiedlenie. Meble zatrzymano.

Kamienica przy ul. Żelaznej 103 wkrótce stała się znana w getcie pod nazwą Befehlstelle (pol. „stanowisko dowodzenia”, „placówka rozkazodawcza”). Z tego budynku Höfle i jego podwładni kierowali wywózkami warszawskich Żydów do obozu zagłady w Treblince. Kamienica stanowiła jednocześnie miejsce ich tymczasowego zakwaterowania. Po godzinach „pracy” esesmani urządzali w niej alkoholowe libacje.
W Befehlstelle w charakterze pomocniczej siły roboczej zatrudniono pewną liczbę Żydów. Autorzy monografii Getto warszawskie. Przewodnik po nieistniejącym mieście podają, że grupa ta liczyła kilkanaście osób. Było wśród nich kilku funkcjonariuszy Żydowskiej Służby Porządkowej (Czaplińscy, Mayzler, Moszkowicz, Manel), stenotypistka Kornheimowa, fryzjer Leon Kac, pucybut Ajzyk, konserwator i szofer Lindersztern, gospodyni Erna, kucharki Irka i Lindenszernowa, pomocnica Gołębikierówna, a także kilkunastu rikszarzy. Z kolei jeden z funkcjonariuszy ŻSP podał w swych powojennych wspomnieniach, że liczba żydowskich pracowników sięgała 40–50 osób, a jeśli doliczyć także ich rodziny – sto kilkadziesiąt. Zamieszkiwali oni w sąsiednich kamienicach nr 99 i 101. Przez długi czas żydowscy pracownicy Befehlstelle byli chronieni przed deportacją. W dniu, w którym „lubelski sztab wysiedleńczy” wyjechał z Warszawy, większość została jednak zabita lub deportowana.

## Okres „getta szczątkowego”
12 września 1942 roku, gdy „Wielka Akcja” dobiegała już końca, Höfle i jego podwładni opuścili Warszawę. Do kamienicy przy ul. Żelaznej 103 przenieśli się wtedy członkowie tzw. warszawskiego sztabu wysiedleńczego, kwaterujący dotąd w biurach Żydowskiej Służby Porządkowej przy ul. Ogrodowej 17. Ich dowódcą był SS-Untersturmführer Karl Georg Brandt – specjalista do spraw żydowskich w warszawskim Gestapo. Dziewięć dni później z Umschlagplatzu odjechał ostatni transport do Treblinki, a akcja deportacyjna została zakończona.
Po „Wielkiej Akcji” w getcie pozostało – legalnie lub nielegalnie – około 60 tys. Żydów. Warszawska dzielnica zamknięta stanowiła odtąd tzw. getto szczątkowe (niem. Restgetto) – jedno z sześciu w dystrykcie warszawskim, w których Żydzi mieli prawo legalnie zamieszkiwać. Całkowicie straciły na znaczeniu zarówno Judenrat i ŻSP, jak i cywilny urząd niemieckiego komisarza do spraw dzielnicy żydowskiej. Całkowitą władzę w getcie sprawowało odtąd dowodzone przez Brandta Sonderkommando der Sicherheitspolizei-Umsiedlung z siedzibą przy ul. Żelaznej 103.
W Befehlstelle urządzono m.in. pokoje biurowe dla Brandta i innych esesmanów, wartownię dla polskich junaków z Baudienstu, wartownię dla niemieckich żandarmów (od stycznia 1943), kuchnię oraz dwa osobne pokoje stołowe dla Niemców i pracowników, a także trzy pokoje gościnne, w tym jeden przeznaczony dla odwiedzających Warszawę esesmanów z załogi obozu zagłady w Treblince.
Kamienica przy ul. Żelaznej 103 pełniła funkcję nie tylko stanowiska dowodzenia, lecz również prowizorycznego aresztu. W jej piwnicach więziono Żydów zatrzymanych pod różnymi zarzutami, w tym przede wszystkim osoby przyłapane podczas próby ucieczki na „aryjską stronę”. Trafiali tam także Polacy, których zatrzymano gdy nielegalnie przebywali na terenie getta; byli to najczęściej szabrownicy grabiący opustoszałe mieszkania. Piwnice kamienicy nr 103 szybko uległy zapełnieniu stąd areszt powiększono o jedną z piwnic kamienicy nr 101. Celę tę nazywano „ciemnicą”; esesmani umieszczali tam więźniów, którym groziła surowa kara lub od których zamierzano wydobyć ważne informacje. Aresztantów poddawano przesłuchaniom połączonym z torturami. Niektórych po pewnym czasie zwalniano, innym wymierzano karę chłosty lub wysyłano do obozów pracy. Nieustaloną liczbę zamordowano. Egzekucje przez strzał w tył głowy były przeprowadzane na podwórzu kamienicy nr 101, a według innych źródeł – na podwórzu kamienicy nr 103. Zwłoki ofiar, zarówno żydowskich, jak i polskich, grzebano na cmentarzu żydowskim przy ul. Okopowej.
W Befehlstelle nadal zatrudniano żydowskich pomocników. Ich liczba była jednak znacznie mniejsza niż podczas „Wielkiej Akcji”, a ponadto tylko część zamieszkiwała na stałe przy ul. Żelaznej. Straż w areszcie pełnili żydowscy policjanci. Jego kierownikiem był oficer ŻSP Mojżesz Meisler. Inny oficer, Marceli Czapliński, był oficjalnym łącznikiem do spraw kontaktów z instytucjami żydowskimi w getcie.

## Powstanie kwietniowe i powstanie sierpniowe

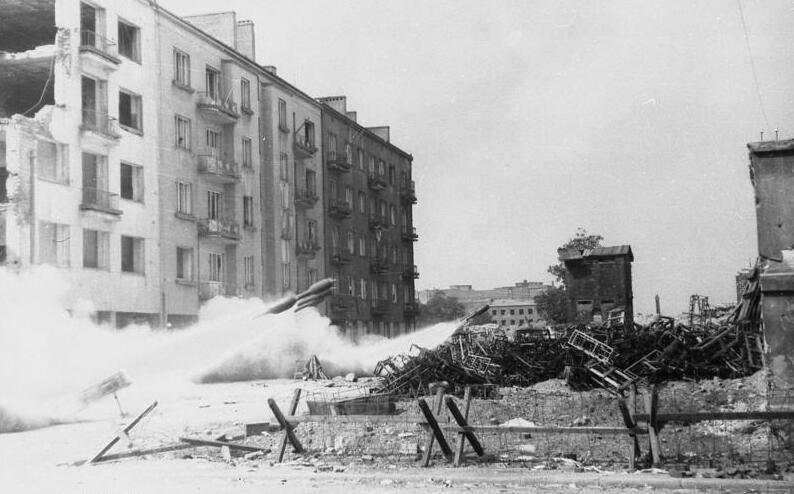
Niemieckie wyrzutnie rakietowe „Nebelwerfer” ostrzeliwujące polskie pozycje w czasie powstania warszawskiego. Na drugim planie, trzecia od lewej, kamienica przy ul. Żelaznej 103

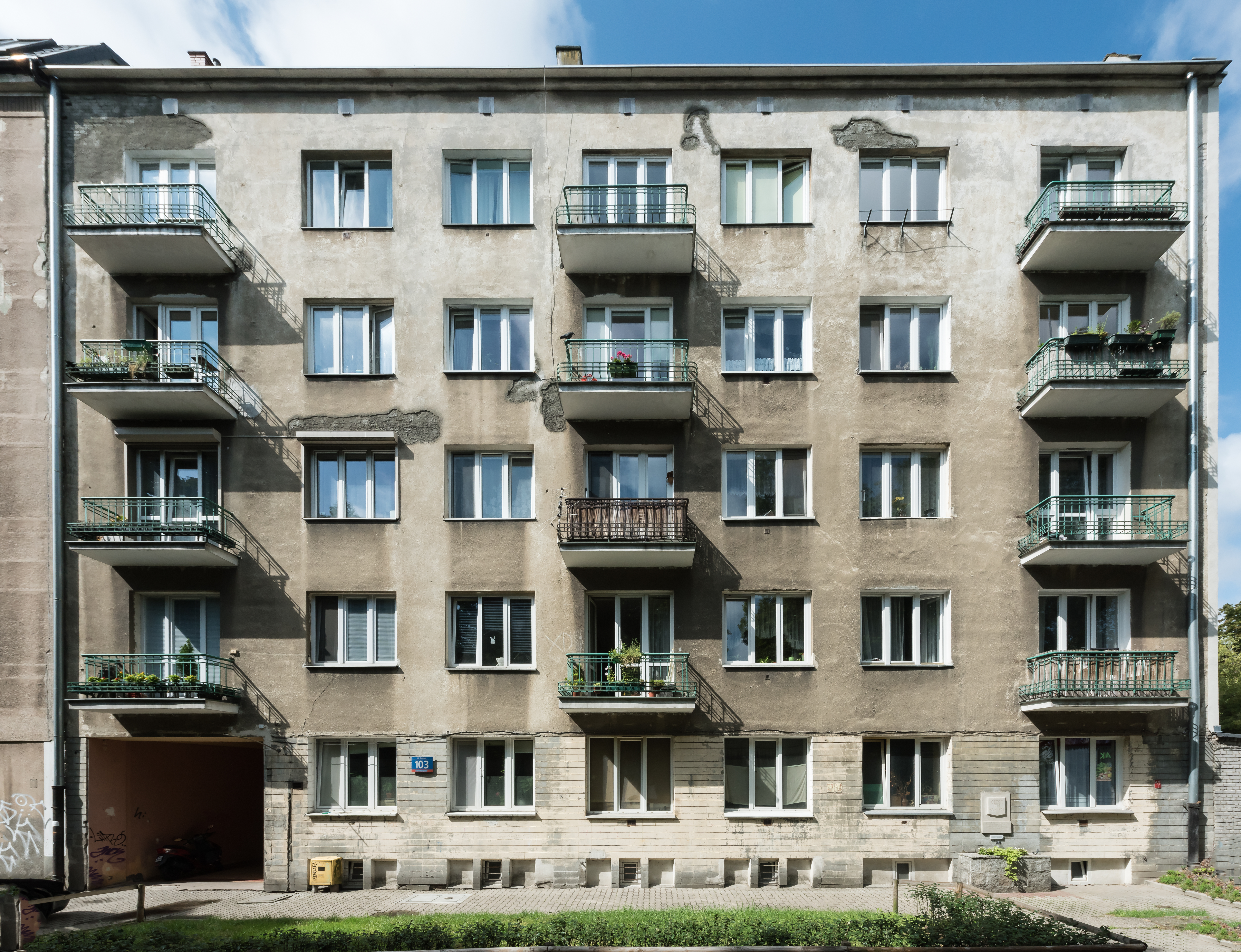
Kamienica w 2023 roku

19 kwietnia 1943 roku, w dniu wybuchu powstania w getcie warszawskim, Niemcy uwięzili w Befehlstelle przewodniczącego Marka Lichtenbauma oraz pozostałych członków Judenratu. Cztery dni później zaprowadzono ich na Umschlagplatz, gdzie zostali rozstrzelani. Tego samego dnia, w którym zamordowano radców, grupa bojowników Żydowskiego Związku Wojskowego pod dowództwem Natana Szulca zaatakowała Befehlstelle, zamierzając uwolnić przetrzymywanych tam więźniów. Atak zakończył się niepowodzeniem, a większość bojowców poległa w walce.
Żydzi pracujący w Befehlstelle zostali rozstrzelani przez Niemców pod koniec kwietnia 1943 roku. W lipcu tegoż roku, już po stłumieniu powstania, komando SS opuściło Żelazną.
W czasie powstania warszawskiego kamienica przy ul. Żelaznej 103 – wraz z pobliskim szpitalem św. Zofii oraz zabudowaniami Pawiaka i obozem KL Warschau – stanowiła jeden z głównych punktów niemieckiego oporu na terenie byłego getta. 4 sierpnia 1944 roku żołnierze batalionów Kedywu Komendy Głównej Armii Krajowej „Zośka” i „Miotła” oraz X Zgrupowania obwodu „Śródmieście” AK podjęli próbę zdobycia niemieckich pozycji w rejonie ul. Żelaznej. Źle skoordynowany atak zakończył się niepowodzeniem. W trakcie walki kamienica nr 103 została ostrzelana przez zdobyczny powstańczy czołg typu Panzerkampfwagen V Panther.

## Upamiętnienie
Kamienica przy ul. Żelaznej 103 przetrwała wojnę. Po jej zakończeniu ponownie zaczęła pełnić funkcje mieszkaniowe.
W latach 50. XX wieku na frontowej ścianie kamienicy zainstalowano tablicę projektu Karola Tchorka. Wyryty na niej napis informuje niezbyt ściśle:

Cześć ich pamięci. W tym domu w 1943 r. w lochach Gestapo zamęczono na śmierć tysiące Żydów warszawskiego getta